# Верхняя Каменка (Татарстан)
 Верхняя Каменка  (тат. Югары Кәминкә) — село в Черемшанском районе Татарстана. Административный центр  Верхнекаменского сельского поселения.

## Этимология
Топоним произошёл от татарского слова «югары» (верхний) и гидронима «Каменка».

## География
Находится на реке Большая Каменка, в 18 км к северу от села Черемшана.

## История
Известно с 1710 года. До 1860-х годов жители относились к сословию государственных крестьян. Занимались земледелием (в начале XX века земельный надел сельской общины составлял 1664 десятины), разведением скота.
В «Списке населенных мест по сведениям 1859 года», изданном в 1866 году, населённый пункт упомянут как казённая деревня Верхняя Каменка 1-го стана Чистопольского уезда Казанской губернии. Располагалась при безымянном ключе, по левую сторону торгового тракта из Чистополя в Бугульму, в 81 версте от уездного города Чистополя и в 34 верстах от становой квартиры в казённом пригороде Новошешминске. В деревне в 138 дворах жили 675 человек (335 мужчин и 340 женщин). Была мечеть.
По сведениям переписи 1897 года, в деревне Верхняя Каменка (Красный Яр) Чистопольского уезда Казанской губернии жили 1306 человек (644 мужчины и 662 женщины), все мусульмане.
В начале XX века действовали 2 мечети, 2 мектеба, мельница, мелочная лавка.
До 1920 года село входило в Кутеминскую волость Чистопольского уезда Казанской губернии. С 1920 года в составе Чистопольского кантона ТАССР. С 10.08.1930 в Первомайском, с 01.02.1963 в Лениногорском, с 12.01.1965 в Черемшанском районах.

## Население
| 1782 | 1859 | 1897 | 1908 | 1920 | 1926 | 1949 | 1958 | 1970 | 1979 | 1989 | 2000 | 2022 |
| ---- | ---- | ---- | ---- | ---- | ---- | ---- | ---- | ---- | ---- | ---- | ---- | ---- |
| 29   | 675  | 1306 | 1590 | 1520 | 1610 | 660  | 671  | 774  | 641  | 393  | 375  | 334  |

Национальный состав села — татары.

## Экономика
Полеводство, скотоводство.

## Инфраструктура
В селе действуют основная школа, детский сад, дом культуры, фельдшерско-акушерский пункт, библиотека, отделение почтовой связи, магазины РайПО.